# سلبریتی کانستلیشن
سلبریتی کانستلیشن (به انگلیسی: Celebrity Constellation) یک کشتی است که طول آن ۹۶۴٫۶ فوت (۲۹۴ متر) می‌باشد.